# Georg Jensen
 For alternative betydninger, se Georg Jensen (flertydig). (Se også artikler, som begynder med Georg Jensen)
Georg Arthur Jensen (31. august 1866 i Raadvad – 2. oktober 1935 i Hellerup) var en dansk sølvsmed og designer. Han stiftede sølvsmedjen, der bærer hans navn.
Som 14-årig begyndte han at arbejde som sølvsmed, og hans vision var at blive en stor billedhugger. I 1892 blev han færdiguddannet på Det Kongelige Danske Kunstakademi som billedhugger og udstillede de følgende år skulpturer forskellige steder i København.
I 1898 begyndte han at arbejde hos Bing & Grøndahl og i 1900 udstillede han i Rom og Firenze, samt på Verdensudstillingen i Paris 1900.
Efter adskillige kunstneriske eksperimenter, åbnede han i 1904 en sølvsmedje i Bredgade 36; butikken blev en kæmpesucces, og i 1912 åbnede den første Georg Jensen-butik i København. I 1914 åbnede den første filial i Berlin. Selv om det gik ned ad bakke under 1. verdenskrig, fik han et stort comeback efter krigen, og han åbnede butikker i Stockholm, Paris og London.
Georg Jensen blev i 1923 tildelt en række designpriser i Barcelona, Rio de Janeiro og Bruxelles. Året efter åbnede den første Georg Jensen-butik i New York City. 1924 flyttede han til Paris, men i 1926 flyttede han tilbage til København som en nu globalt anerkendt designer og levede et mere fredeligt liv. Han designede bl.a. nye produkter til sine egne butikker frem til sin død i 1935.
Hans søn, Søren Georg Jensen (1917-1982) blev også sølvsmed og billedhugger, og mellem 1962-1974 var han kunstnerisk direktør for det firma, hans far startede. 